# نویندورف ام دام
نویندورف ام دام (به آلمانی: Neuendorf am Damm) یک منطقهٔ مسکونی در آلمان است که در کالبه (میلده) واقع شده‌است. نویندورف ام دام ۲۴۰ نفر جمعیت دارد.